# Angélica (Brésil)
Pour les articles homonymes, voir Angélica.
Angélica est une municipalité de l'état du Mato Grosso do Sul au Brésil.
La population est de 9 325 habitants en 2011.